# Innocent Phiri
Innocent Phiri (* 22. Juni 1986 in Karonga) ist ein malawischer Fußballspieler auf der Position eines Torwarts. 2010 kam er in zumindest einem nachweisbaren Länderspiel der malawischen Fußballnationalmannschaft zum Einsatz.

## Karriere
Innocent Phiri wurde am 22. Juni 1986 in der am Malawisee gelegenen Stadt Karonga im Norden Malawis geboren. Als er zu seinem einzigen nachweisbaren Länderspieleinsatz für sein Heimatland gekommen ist, spielte er auf Vereinsbasis beim Erstligisten CIVO United FC, auch Civil Service United FC genannt, in der Hauptstadt Lilongwe. Anlässlich des CECAFA-Cups 2010 absolvierte Phiri am 4. Dezember 2010 das dritte Gruppenspiel Malawis gegen Äthiopien, als er, nach dem Ausscheiden des eigentlichen Torhüters Simplex Nthala, in der 80. Spielminute für den Torschützen zur 1:0-Führung, den rund sechs Jahre jüngeren Henry Kabichi, eingewechselt wurde. In den beiden vorangegangenen Gruppenspielen stand Amadu Ali im Tor der Malawier. Als Zweitplatzierter der Gruppe C schaffte es Malawi ins nachfolgende Viertelfinale und unterlag in diesem der Elfenbeinküste knapp mit 0:1, was das Ausscheiden aus dem Turnier bedeutete.
2015 hatte er noch mit CIVO United, nach einem Finalsieg über die Blue Eagles Lilongwe, die mit 3,5 Millionen Malawi-Kwacha dotierte Intercity Charity Trophy gewonnen. Auf der seit 2013 bestehenden Nachrichtenseite Malawi24 scheint Phiri zuletzt 2016 als Spieler von CIVO United auf. Im März 2017, noch vor dem Start in die neue Saison, wurde die Entlassung Phiris bekanntgegeben; er wechselte daraufhin zum malawischen Zweitligisten Nchalo United. Danach verläuft sich seine Spur.